# Kup maršala Tita 1956./57.
Kup maršala Tita 1956./57., također poznat kao Kup Jugoslavije u nogometu 1956./57., bila je deseta sezona Kupa Jugoslavije u nogometu nakon Drugog svjetskog rata.

U kvalifikacijama koje su provodili republički savezi sudjelovalo je 1705 ekipa; 16 ekipa je  došlo do stvarnog kupa (pod upravom FSJ), koji se igrao od 27. ožujka do 26. svibnja 1957.
Kalendar natjecanja promijenjen je početkom 1956.: turnir je pomaknut usred sezone, a finale se igralo u svibnju umjesto krajem godine. To je učinjeno kako bi se finalna utakmica igrala na Dan mladosti – 25. svibnja.
Trofej je osvojio Partizan koji je u finalu svladao beogradski Radnički. Crno-bijelima je to bio četvrti naslov u ovom natjecanju.

## Turnir
Već u natjecanju po republikama dogodila su se prva iznenađenja. Ispala su četiri prvoligaša: Hajduk, Sarajevo, Zagreb i Vardar. Najveće iznenađenje doživio je Hajduk koji je poražen od Šibenika s 2:0. U derbiju lokalnih rivala Vardara i Rabotničkog utakmica je u regularnom vremenu završila neriješeno, ali je u produžecima Rabotnički bio bolji i uspio se plasirati među 16 najboljih klubova.

U osmini finala nastavljena je serija neočekivanih rezultata. Osječki Proleter, član Treće zone, eliminirao je BSK, dok je Radnički iz Beograda, iako je igrao bez petorice prvotimaca, pobijedio Velež usred Mostara.
Treba spomenuti i uspjeh Nafte iz Bosanskog Broda (člana podsavezne lige) i člana bosanskohercegovačke zone, koja se uspjela probiti među 16 najboljih.

Nakon uspjeha u borbi protiv Lokomotive (3:0), Crvena zvezda je u četvrtfinalu izgubila od Partizana 2:4. Šibenik je nastavio nizati uspjehe svladavši Proleter 3:1, Budućnost je eliminirala novosadsku Vojvodinu, a beogradski Radnički Spartak Subotica (4:2).

Polufinalni dvoboji završili su velikom pobjedom Partizana protiv Šibenika i Radničkog protiv Budućnosti.

Finalna utakmica odigrana je po kišnom vremenu i mokrom terenu. Radnički je u prvom poluvremenu vodio 3:0. Trostruki osvajač kupa bio je na rubu poraza. No, drugo poluvrijeme donijelo je preokret, Partizan je nadigrao Radnički, postigao pet golova i poraz pretvorio u uvjerljivu pobjedu (5:3). Partizanu je to bio četvrti trofej.

## Sudionici
U kupu je sudjelovalo 1705 ekipa. Glavne ekipe ušle su u 1/16 završnicu koju su još uvijek vodili republički savezi.

Splitski Hajduk iznenađujuće je eliminiran od Šibenika (2:0); Partizan je eliminirao Obilić (6:0); Crvena zvezda je eliminirala Borac Čačak (3:1). Maksimir je u 1. kolu pobijedio Jablan 7:2, a u 2. kolu izgubio je 1:2 od Slobode.
Samo 16 ekipa sudjeluje u završnom dijelu pod vodstvom FSJ. To su bili sljedeći klubovi:
| rang    | Slovenija         | Hrvatska                            | Bosna i Hercegovina | Srbija                         | Srbija                                                      | Srbija | Crna Gora   | Makedonija           |
| rang    | Slovenija         | Hrvatska                            | Bosna i Hercegovina | Vojvodina                      | Središnja Srbija                                            | Kosovo | Crna Gora   | Makedonija           |
| ------- | ----------------- | ----------------------------------- | ------------------- | ------------------------------ | ----------------------------------------------------------- | ------ | ----------- | -------------------- |
| 1. rang |                   | - Dinamo Zagreb - Lokomotiva Zagreb | - Velež Mostar      | - Spartak Subotica - Vojvodina | - BSK Beograd - Crvena zvezda - Partizan - Radnički Beograd |        | - Budućnost |                      |
| 2. rang | - Odred Ljubljana | - Proleter Osijek - Šibenik         | - Zenica            |                                |                                                             |        |             | - Rabotnički Skoplje |
| 3. rang |                   |                                     | - Nafta B. Brod     |                                |                                                             |        |             |                      |

## Osmina završnice
Utakmice odigrane 27. ožujka 1957. godine.
| Domaći sastav           |   | Gostujući sastav      | Rezultat |
| ----------------------- | - | --------------------- | -------- |
| Partizan (Beograd)      | – | Dinamo (Zagreb)       | 3:1      |
| Crvena zvezda (Beograd) | – | Lokomotiva (Zagreb)   | 3:0      |
| NK Šibenik (Šibenik)    | – | Nafta (Bosanski Brod) | 4:0      |
| Proleter (Osijek)       | – | BSK (Beograd)         | 1:0      |
| Velež (Mostar)          | – | Radnički (Beograd)    | 0:1      |
| Spartak (Subotica)      | – | FK Zenica (Zenica)    | 4:3      |
| Budućnost (Titograd)    | – | Odred (Ljubljana)     | 4:2      |
| Vojvodina (Novi Sad)    | – | Rabotnički (Skoplje)  | 4:0      |

## Četvrtzavršnica
Utakmice odigrane 10. travnja 1957. godine.
| Domaći sastav        |   | Gostujući sastav        | Rezultat    |
| -------------------- | - | ----------------------- | ----------- |
| Partizan (Beograd)   | – | Crvena zvezda (Beograd) | 4:2         |
| NK Šibenik (Šibenik) | – | Proleter (Osijek)       | 3:1         |
| Radnički (Beograd)   | – | Spartak (Subotica)      | 4:2         |
| Budućnost (Titograd) | – | Vojvodina (Novi Sad)    | 2:0 (prod.) |

## Poluzavršnica
Utakmice odigrane 25. travnja 1957. godine.
| Domaći sastav      |   | Gostujući sastav     | Rezultat |
| ------------------ | - | -------------------- | -------- |
| Partizan (Beograd) | – | NK Šibenik (Šibenik) | 7:0      |
| Radnički (Beograd) | – | Budućnost (Titograd) | 3:1      |

## Završnica
Jedna od najuzbudljivijih i najdramatičnijih utakmica svakako je ona odigrana 27. svibnja 1957. godine u kojoj su se sastali beogradski klubovi Partizan i Radnički.
U toj utakmici, u kojoj je momčad Stjepana Bobeka bila apsolutni favorit, tadašnji prvoligaš Radnički bio je na pragu najvećeg podviga: prvih 45 minuta utakmice završilo je senzacionalnim vodstvom od 3:0. A od nekoliko desetaka tisuća gledatelja koji su se tog dana okupili na tribinama Stadiona JNA.
 U drugih 45 minuta Partizan je postigao čak 5 pogodaka i tako preokrenuo gotovo siguran poraz u uvjerljivu pobjedu od 5:3.

### Susret
| 26. svibnja 1957.                                                      |             |                                            |                                                                                 |
| Partizan                                                               | 5:3         | Radnički Beograd                           | Stadion JNA, Beograd Broj gledatelja: 12.000 Sudac: Borče Nedelkovski (Skoplje) |
| Valok 47' Mesaroš 59' Kaloperović 65' (11 m) Milutinović 67' Zebec 76' | (izvještaj) | 5' (ag) Belin 9' Petaković 25' Prljinčević | Stadion JNA, Beograd Broj gledatelja: 12.000 Sudac: Borče Nedelkovski (Skoplje) |

| PARTIZAN:         |  |                      |  |
|                   |  |                      |  |
| G                 |  | Slavko Stojanović    |  |
|                   |  | Bruno Belin          |  |
|                   |  | Antun Herceg         |  |
|                   |  | Tomislav Kaloperović |  |
|                   |  | Milorad Milutinović  |  |
|                   |  | Božidar Pajević      |  |
|                   |  | Mihalj Mesaroš       |  |
|                   |  | Miloš Milutinović    |  |
|                   |  | Marko Valok          |  |
|                   |  | Stjepan Bobek        |  |
|                   |  | Branko Zebec         |  |
| Trener:           |  |                      |  |
| Florijan Matekalo |  |                      |  |

| RADNIČKI BEOGRAD: |  |                      |  |
|                   |  |                      |  |
| G                 |  | Blagoje Vidinić      |  |
|                   |  | Đura Čokić           |  |
|                   |  | Vladimir Odanović    |  |
|                   |  | Milan Ljubenović     |  |
|                   |  | Milorad Diskić       |  |
|                   |  | Radmilo Ristić       |  |
|                   |  | Aleksandar Petaković |  |
|                   |  | Radivoje Ognjanović  |  |
|                   |  | Tihomir Marković     |  |
|                   |  | Zoran Prljinčević    |  |
|                   |  | Ljuba Ognjanović     |  |
| Trener:           |  |                      |  |
| Illés Spitz       |  |                      |  |

## Poveznice
- Prva savezna liga 1956./57.
- Zonske lige 1956./57.
- 3. ligaški rang 1956./57.

## Vanjske poveznice
- RSSSF
- Jugoslavija - Detalji finala Kupa 1947.-2001
- exyufudbal.in.rs
- lavkup.com